# ComicStudio
ComicStudio，是一款由日本CELSYS公司开发的漫画原稿制作軟體。

## 歷史
日文原版由日本CELSYS公司于2001年製作并發佈1.0版系列，2002年發佈1.5版系列，2003年發佈2.0版系列，2004年發佈3.0版系列，2007年發佈4.0版系列。

## 功能
ComicStudio可以完成從草稿到上色的全部操作，畫出許多真實手繪效果的畫面，通過電腦輔助可以快速提昇畫漫畫的速率。
1. 貼網：軟體內圖庫有許多漫畫用網點素材。
2. 背景：軟體能自動畫出線條，即使用戶沒有專業美術技能“透視”的基礎，也可以畫出專業的背景圖。
3. 效果線：只要調整一些數值，就可以做出許多集中線、速度線等等。
4. 上線：搭配繪圖板，可以選擇沾水筆筆頭，可以在電腦中進行繪圖，不必將作品再掃描入電腦。
5. 彩稿：可以畫出一幅專業的彩稿。不過多數漫畫家畫彩稿時，還是使用Phototshop，因為其功能優於ComicStudio。
6. 稿紙、對話框：提供多種稿紙以及對話框形式，可以迅速完成漫畫對白、標題等文字內容的編輯和調整。

## 相關書籍
- 數位漫畫繪圖創作ComicStudio 4.0奇幻技（中文版），作者：張三，出版社：碁峰資訊，ISBN 9789861818528
- 漫畫創作工房 - ComicStudio中文版，作者：易水翔麟，出版社：旗標出版，書號：F9590
- Comic Studio 4.0官方使用手冊，作者：CELSYS，出版社：上奇科技，出版日期：2009/06/15，ISBN 9789866587818

## 外部連結
- ComicStudio.net（页面存档备份，存于）（原版官網）（日語）
- 上奇科技ComicStudio官網（页面存档备份，存于）